# Qianjin
För andra betydelser, se Qianjin (olika betydelser).
Qianjin är ett stadsdistrikt och säte för stadsfullmäktige i Jiamusi i Heilongjiang-provinsen i nordöstra Kina.